# Tom Van Grieken

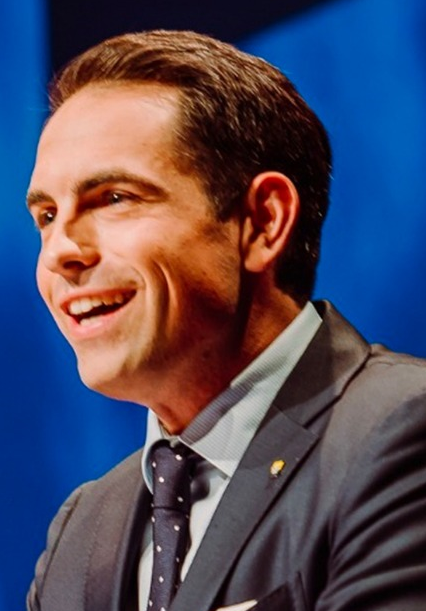
Tom Van Grieken, 2019

Tom Van Grieken (* 7. Oktober 1986 in Antwerpen) ist ein belgischer Politiker. Er ist seit 2014 Parteivorsitzender der Vlaams Belang.

## Leben
Van Grieken wurde 2007 Mitglied im Stadtrat von Mortsel und war von 2014 bis 2019 Abgeordneter im Flämischen Parlament. 2014 gewann er die Wahl zum Nachfolger von Gerolf Annemans als Parteivorsitzender der Partei Vlaams Belang. Bei der nationalen Parlamentswahlen 2019 konnte seine Partei deutliche Zugewinne erzielen und wurde zweitstärkste Partei und Van Grieken zog in die Belgische Abgeordnetenkammer ein. Auch nach der Wahl konnte seine Partei weiterhin zulegen und ist mittlerweile nach Umfragen stärkste Partei in Belgien. 2022 war er der Erste, für den der Cordon sanitaire médiatique nicht angewendet wurde.
Von 2009 bis 2011 war Van Grieken nationaler Vorsitzender der Nationalistische Studentenvereniging, von 2012 bis 2014 Vorsitzender der Parteijugendorganisation Vlaams Belang Jongeren.